# Interestatal 780
La Interestatal 780 (abreviada I-780) es una autopista interestatal ubicada en el Área de la Bahía de San Francisco en el estado de California. La autopista inicia en el Oeste desde la I 80     en Vallejo hacia el Este en la I 680     en Benicia. La autopista tiene una longitud de 10,9 km (6.759 mi).

## Historia
En el renumeramiento de 1964, la designación legislativa para el tramo Vallejo-Benicia fue cambiado de la Ruta 74 a la Ruta 680, reflejando su designación como una Interestatal. El tramo corto que no era una autopista en Vallejo, que se extendía al oeste desde la I-80 a SR 29, se convirtió en la Ruta Estatal 141. Esta Ruta seguía por Benicia Road y Maine Street, el mismo alineamiento que la ruta tenía inicialmente; se conectaba inicialmente con la I-780 vía Lemon Street, pero después siguió de Benicia Road des I-80 al norte de la I-780.

## Mantenimiento
Al igual que las carreteras estatales, las carreteras federales, la Interestatal 780 es administrada y mantenida por el Departamento de Transporte de California por sus siglas en inglés Caltrans.

## Cruces
La Interestatal 780 es atravesada principalmente por la Rollingwood Drive y 2nd Street en Benicia.
| Localidad | Miliario | Salida | Destinos                                          | Notas                                                                      |
| --- | -------- | ------ | ------------------------------------------------- | -------------------------------------------------------------------------- |
| Vallejo | 7.44     |        | Curtola Parkway – Vallejo                         | Continuación más allá de Lemon Street                                      |
| Vallejo | 7.44     |        | Lemon Street                                      | Paso a desnivel                                                            |
| Vallejo | 7.19     | 1      | I 80 – Sacramento, San Francisco                  | Señalizada como salidas 1A (oeste) y 1B (este)                             |
| Vallejo | 7.07     | 1C     | Laurel Street, Cedar Street                       |                                                                            |
| Vallejo | 6.00     | 1D     | Glen Cove Road                                    |                                                                            |
| Benicia | 4.77     | 3A     | Columbus Parkway                                  | Sirve a Benicia State Recreation Area                                      |
| Benicia | 4.00     | 3B     | Military West                                     |                                                                            |
| Benicia | 2.96     | 4      | Southampton Road                                  |                                                                            |
| Benicia | 2.02     | 5      | East Second Street – Central Benicia              |                                                                            |
| Benicia | 1.58     | 6      | East Fifth Street                                 |                                                                            |
| Benicia | 0.68     | 7      | I 680 – Fairfield, Sacramento, Martínez, San José | Salida este y entrada oeste; señalizada como salidas 7A (norte) y 7B (sur) |
| 1.000 mi = 1.609 km; 1.000 km = 0.621 mi Cerrada/Antigua • Terminal concurrente • Acceso incompleto • Propuesta/Sin abrir |          |        |                                                   |                                                                            |